# Avenida Brasil (Valparaíso)
Avenida Brasil, es una avenida ubicada en la ciudad de Valparaíso, Chile. Es una de las arterias viales de mayor importancia de la ciudad, además de ser la más ancha junto a la avenida Argentina.

## Características

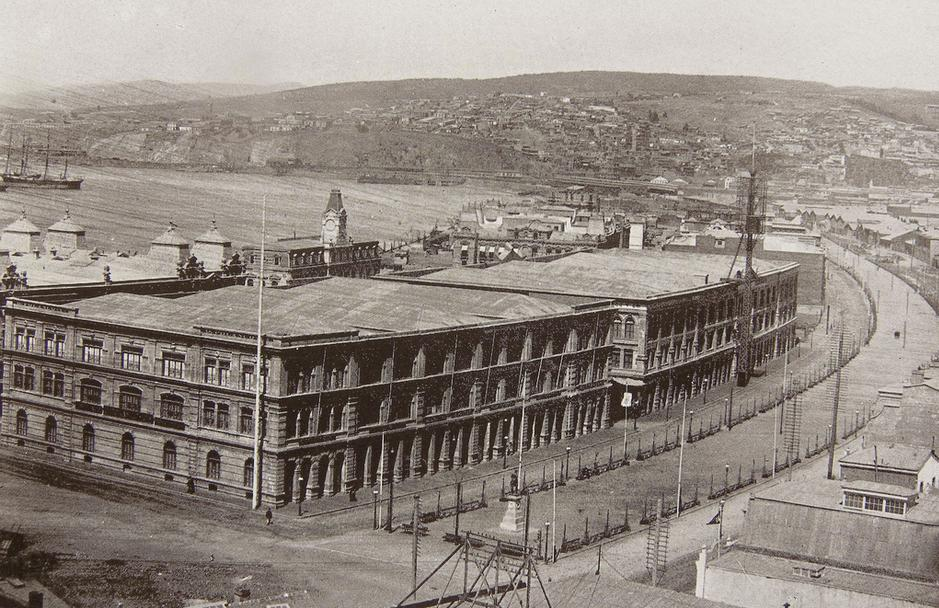
Avenida Brasil hacia 1895.

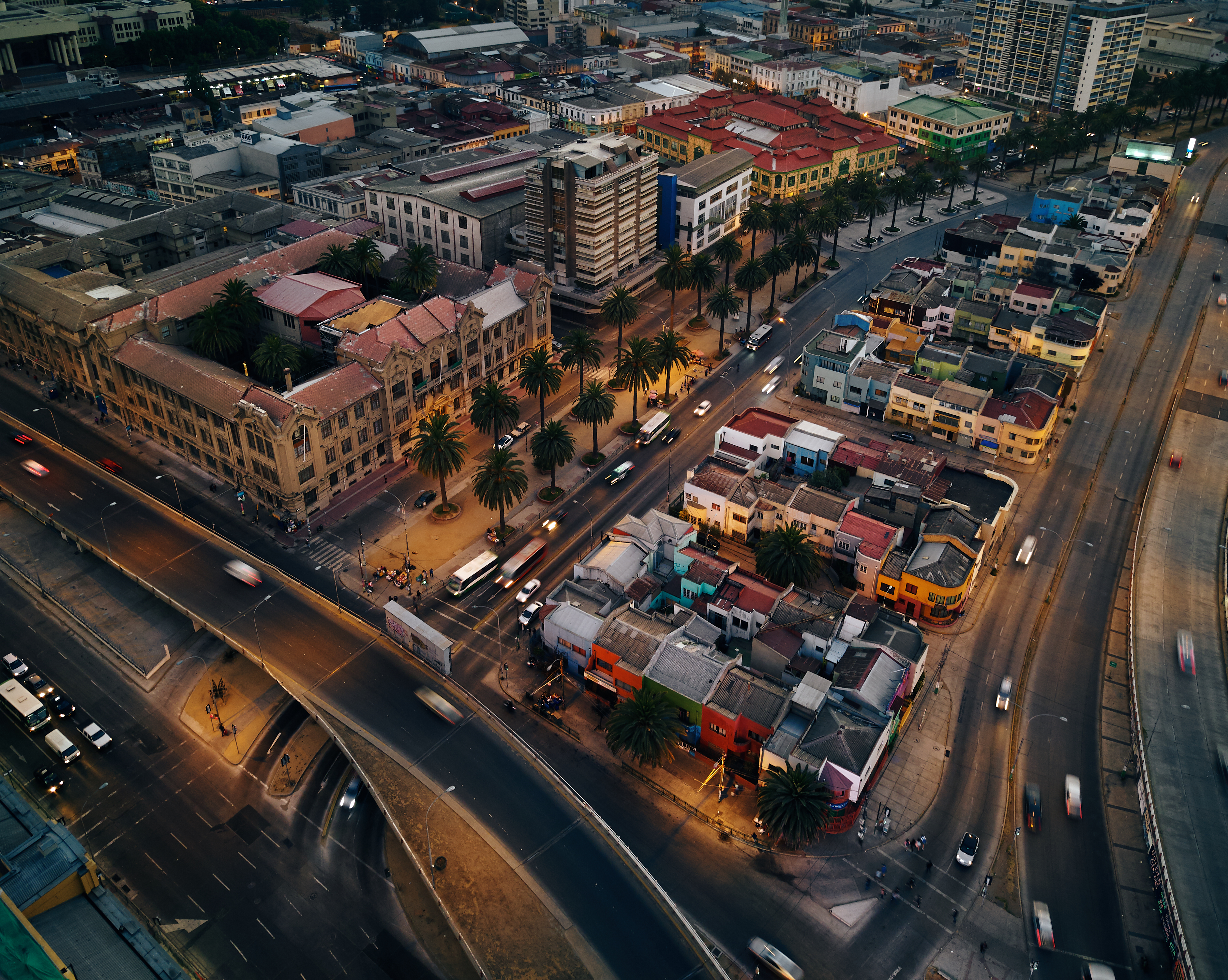
Intersección de la Avenida Brasil con la Avenida Argentina en 2018

Se extiende desde calle Bellavista hasta avenida Argentina, por alrededor de 1,6 kilómetros, recorriendo parte del Barrio Almendral de Valparaíso. Está compuesta por un amplio bandejón central, caracterizado por dos corridas de palmeras que acompañan la avenida de este a oeste. Posee dos calzadas en la mayor parte de su trazado, compuestas de 3 pistas en cada una.
El proyecto, cuya iniciativa corresponde al alcalde Alejo Barrios, fue presentado a la municipalidad en 1890, siendo denominada como Gran Avenida. El 17 de septiembre de 1895, fue inaugurado el tramo entre las calles Bellavista y Rodríguez, en conjunto con el monumento a Lord Cochrane, recién trasladado al lugar que ocupa actualmente. Su actual nombre fue determinado el 7 de mayo de 1897, como homenaje a la nación sudamericana.
Está formada mediante rellenos en espacios ganados al mar, entre los que se encuentran grandes cantidades de restos de barcos que naufragaron en la bahía de Valparaíso.
Tras el terremoto que azotó a Valparaíso en 1906, la avenida fue el lugar donde se apostaron los cuarteles, hospitales de campaña y carpas para las personas que resultaron heridas y damnificadas.
Existió una línea de tranvías eléctricos que abarcaban completamente la avenida Brasil, y que continuaba por calle Blanco, uniendo el sector de Barón con la Aduana.
Actualmente constituye uno de los barrios universitarios de la ciudad, dado que aquí se emplazan 6 sedes de la Pontificia Universidad Católica de Valparaíso (incluyendo su Casa Central), 1 de la Universidad de Valparaíso y la sede principal del Duoc UC.

## Lugares destacados
- Arco Británico
- Biblioteca Santiago Severín
- Casa central de la Pontificia Universidad Católica de Valparaíso
- Mercado Cardonal
- Monumento a Lord Cochrane
- Palacio Polanco
- Sede Valparaíso Duoc UC
- Dependencias de la Sede Valparaíso de la Universidad de Valparaíso
- Monumento a Juan de Saavedra